# Nicholas Galitzine
Nicholas Dimitri Constantine Galitzine (em grego: Νικόλαος Δημήτρης Κωνσταντίνος Γκαλιτζίν; romaniz.: Nikólaos Dimítris Konstantínos Nkalitzín; nascido em Hammersmith, Londres, Inglaterra, Reino Unido, em 29 de setembro de 1994) é um ator e cantor britânico. Depois de aparecer em um episódio da série de televisão Legends em 2015, ele teve papéis principais nos filmes adolescentes de 2016, High Strung e Handsome Devil.  Mais tarde, ele estrelou o filme de terror sobrenatural The Craft: Legacy (2020) e o filme musical Cinderella (2021), contribuindo também para a trilha sonora deste último. Galitzine ganhou maior reconhecimento por estrelar os filmes românticos de streaming Purple Hearts (2022), Red, White & Royal Blue (2023) e The Idea of You (2024), bem como o filme de comédia Bottoms (2023) e a série drama de época Mary & George (2024).

## Juventude
Nicholas Galitzine nasceu em Hammersmith, Londres, no dia 29 de setembro de 1994. Seu pai, Geoffrey Galitzine, é um empresário  cofundador de uma empresa de reciclagem de vidro e ex-financista na cidade de Londres. O avô de Nicholas mudou seu nome de Edward Ralph Alexander Tier para Edward Ralph Alexander Galitzine em 9 de abril de 1956. Os ancestrais paternos rastreáveis de Nicholas são britânicos e ele não tem nenhuma relação conhecida com a família Golitsyn. Sua mãe, Lora Papayanni, é uma norte-americana de origem grega. Sua irmã, Lexi Galitzine, é uma ilustradora e designer de interiores. Aos dez anos de idade, ele costumava cantar em corais e após o ensino médio, Galitzine estudou no Dulwich College em Londres. Posteriormente, ele entrou para uma companhia de teatro juvenil no Teatro Pleasance, em Islington.
Na infância, Galitzine jogava rugby e futebol e participava de competições esportivas de nível municipal.

## Carreira
Galitzine conseguiu seu primeiro papel no filme The Beat Beneath My Feet em 2014, onde atuou ao lado de Luke Perry. Ele também cantou várias canções para a trilha sonora original do filme.
Em 2015, ele apareceu em um episódio da série de televisão Legends. Ele foi considerado uma futura estrela pela revista Screen International.
Em 2016, Galitzine atuou no drama estadunidense High Strung, interpretando um jovem violinista que toca na estação do metrô. Ele interpretou um jovem gay na comédia dramática Handsome Devil, filme indicado a cinco prêmios na décima quinta edição do Irish Film & Television Awards.
Em 2017, ele atuou no filme de mistério neozelandês The Changeover. Em The Watcher in the Woods, Galitzine atuou ao lado da vencedora do Oscar, Anjelica Huston.
Galitzine conseguiu seu maior papel na televisão na série sobrenatural Chambers, da Netflix. Em 2019, ele participou do filme de drama Share.
Em 2020, interpretou o adolescente bissexual Timmy em The Craft: Legacy, continuação do filme The Craft (1996). Em 2021, Galitzine interpretou o Príncipe Robert em Cinderella, contracenando com a cantora cubana-americana Camila Cabello e gravou sete canções para a trilha sonora do filme.
Em 2022, Galitzine entrou para o elenco da adaptação cinematográfica adaptação cinematográfica do romance Vermelho, Branco e Sangue Azul de Casey McQuiston, interpretando o fictício príncipe Henry de Gales, ao lado de Taylor Zakhar Perez. Em 24 de junho de 2022, Nicholas lançou seu single de estreia, "Comfort". Ele também estrelou o filme "Purple Hearts", da Netflix, lançado em 29 de julho de 2022.
Em 2024, ele estrelou ao lado de Anne Hathaway em The Idea of You. Em 6 de março de 2024, a Amazon lançou um single da boy band fictícia do filme. A música é intitulada "Dance Before We Walk". Em 16 de maio, a Amazon lançou o clipe para a musica ''Guard Down'' Em 2024, também estrelou a minissérie Mary & George junto com Julianne Moore.
Em 12 de maio de 2024, Prime anunciou a sequência de Red, White & Royal Blue (filme).
Em 29 de maio de 2024, foi anunciado que ele foi escalado como He-Man para a próxima reboot em live-action de Masters of the Universe.
Em 07 de junho de 2024, foi anunciado que ele foi escalado para o filme de comédia Three Bags Full: A Sheep Detective Movie, ao lado de Hugh Jackman e Emma Thompson.
Em 09 de setembro de 2024, foi anunciado que ele foi escalado para a adaptação da graphic novel ''100 Nights of Hero'' interpretando o vilão Manfred. Também no elenco estão Emma Corrin, Charli xcx e Maika Monroe.
Em 28 de outubro de 2024, foi anunciado que foi escalado para ser a voz de Lieutenant Pirro na animação Wings of Freedom , ele será um passarinho destemido e membro da Força Aérea Animal, que junto com Salana (Eva Longoria) enfrentam uma IA malévola determinada a tomar o controle do mundo..
Em 15 de abril de 2025, Nicholas foi escalado junto com Bill Skarsgård para o filme Mosquito Bowl. O longa é baseado no best-seller do New York Times “The Mosquito Bowl: A Game of Life and Death in World War II“. O filme se passa após o ataque a Pearl Harbor, quando quatro das maiores estrelas do futebol americano universitário dos Estados Unidos são forçados a deixar sua fama para se alistar na Marinha. À medida em que se preparam para a brutal invasão de Okinawa, eles também participam de um lendário jogo com alguns dos maiores atletas da história – um jogo que, para muitos, será o último de suas vidas.
Em 01 de maio de 2025, Nicholas foi escalado junto com Marisa Abela para o filme The Return of Stanley Atwell (O Retorno de Stanley Atwell), novo thriller de Steven Soderbergh. Stanley Atwell (interpretado por Galitzine) é filho e herdeiro da fortuna de Lord Atwell, mas é dado como morto pela família. De forma inesperada, ele volta à propriedade e revela que escapou após passar décadas em algum cativeiro misterioso. Então, sua volta provoca caos e o desenrolar da história. Enquanto sua irmã Beatrice entra na disputa pela herança, sua amiga de longa data Pamela (Abela) manipula a situação e revela mistérios de toda a família, que fica desestruturada. Segundo os envolvidos, a trama é cheia de intriga, traição e ganância.

## Vida pessoal
Galitzine mora em Hammersmith, Londres, Inglaterra.

## Filmografia
| TBA | Produções ainda sem datas |

### Filmes
| Ano  | Título                                   | Papel                  | Notas                                 |
| ---- | ---------------------------------------- | ---------------------- | ------------------------------------- |
| 2014 | The Beat Beneath My Feet                 | Tom Heath              |                                       |
| 2016 | High Strung                              | Johnnie Blackwell      |                                       |
| 2016 | Handsome Devil                           | Conor Masters          |                                       |
| 2017 | The Changeover                           | Sorensen Carlisle      |                                       |
| 2019 | Share                                    | A. J.                  |                                       |
| 2019 | After Louise                             | Barista                | Não-creditado                         |
| 2020 | The Craft: Legacy                        | Timmy Andrews          |                                       |
| 2021 | Cinderella                               | Príncipe Robert        |                                       |
| 2022 | Purple Hearts                            | Luke Morrow            |                                       |
| 2023 | Bottoms                                  | Jeff                   |                                       |
| 2023 | Red, White & Royal Blue                  | Príncipe Henry         |                                       |
| 2024 | Taxon                                    | Doutor Polaroid        | Curta-metragem; participação especial |
| 2024 | The Idea of You                          | Hayes Campbell         |                                       |
| 2025 | 100 Nights of Hero                       | Manfred                | Pós Produção                          |
| 2026 | Masters of the Universe                  | Príncipe Adam \ He-Man | Pós Produção                          |
| 2026 | Three Bags Full: A Sheep Detective Movie | Elliot Matthews        | Pós Produção                          |
| TBA  | Wings of Freedom                         | Lieutenant Pirro (Voz) | Pós Produção                          |
| TBA  | Mosquito Bowl                            | John McLaughry         | Filmando                              |
| TBA  | The Return of Stanley Atwell             | Stanley Atwell         | Pré-Produção                          |
| TBA  | Red, White & Royal Blue 2                | Príncipe Henry         | Sequência Confirmada                  |

### Televisão
| Ano  | Título                   | Papel           | Notas                                     |
| ---- | ------------------------ | --------------- | ----------------------------------------- |
| 2015 | Legends                  | Angelo          | Episódio: "The Legend of Terrence Graves" |
| 2017 | The Watcher in the Woods | Mark Fleming    | Telefilme                                 |
| 2019 | Chambers                 | Elliott Lefevre | Elenco principal; 10 episódios            |
| 2024 | Mary & George            | George Villiers | Elenco principal; 7 episódios             |

## Discografia

### Singles
Como artista principal
| Título    | Ano  | Álbum |
| --------- | ---- | ----- |
| "Comfort" | 2022 | TBA   |

### Singlespromocionais
| Canção                                      | Ano  | Álbum                           |
| ------------------------------------------- | ---- | ------------------------------- |
| "Somebody to Love"                          | 2021 | Cinderella (trilha sonora)      |
| ''Dance Before We Walk''                    | 2024 | The Idea of You (trilha sonora) |
| ''Closer''                                  | 2024 | The Idea of You (trilha sonora) |
| ''Taste''                                   | 2024 | The Idea of You (trilha sonora) |
| ''Dance Before We Walk (Acoustic Version)'' | 2024 | The Idea of You (trilha sonora) |
| ''Guard Down''                              | 2024 | The Idea of You (trilha sonora) |
| ''The Idea of You'' (feat. Anne-Marie)      | 2024 | The Idea of You (trilha sonora) |
| ''So Cold''                                 | 2024 | The Idea of You (canção extra)  |
| ''The Idea of You (Solo Version)''          | 2024 | The Idea of You (canção extra)  |

### Outras participações
| Título                                                                 | Ano  | Álbum                           |
| ---------------------------------------------------------------------- | ---- | ------------------------------- |
| "Am I Wrong" (feat. Camila Cabello & Idina Menzel)                     | 2021 | Cinderella (trilha sonora)      |
| "Whatta Man / Seven Nation Army"                                       | 2021 | Cinderella (trilha sonora)      |
| "Perfect" (feat. Camila Cabello)                                       | 2021 | Cinderella (trilha sonora)      |
| "Perfect (Reprise)" (feat. Camila Cabello)                             | 2021 | Cinderella (trilha sonora)      |
| "Million to One / Could Have Been Me (Reprise)" (feat. Camila Cabello) | 2021 | Cinderella (trilha sonora)      |
| "Let's Get Loud" (feat. Camila Cabello & Idina Menzel)                 | 2021 | Cinderella (trilha sonora)      |
| ''I Got You''                                                          | 2024 | The Idea of You (trilha sonora) |
| ''Go Rough''                                                           | 2024 | The Idea of You (trilha sonora) |
| ''The Idea of You (Acoustic Version)''                                 | 2024 | The Idea of You (trilha sonora) |